# Мадоната с младенеца, светци и архангели (Гирландайо)
Мадоната с младенеца, светци и архангели (на италиански, Sacra conversazione degli Ingesuati) е картина на италианския ренесансов художник Доменико Гирландайо, нарисувана през 1484-1486. Картината е изпълнена с темпера върху дърво, с размери 190 Х 200 см. и е изложена в галерия „Уфици“ във Флоренция.

## История
Първоначално картината е поставена в главния олтар на църквата „Сан Джусто але Мура“, намираща се извън стените на Флоренция и принадлежаща на ордена на йезуатите на Свети Йероним (основан 1360 г. - разпуснат 1668 г.). По време на обсадата на Флоренция (24 октомври 1529 г. - 10 август 1530 г.) църквата е разрушена, а картината е пренесена през 1529 г. в манастира „Сан Джовани дела Калца“ зад стените на Флоренция. През 1853 г. картината влиза в колекцията на галерия „Уфици“.
Джорджо Вазари в съчинението си „Le vite de' più eccellenti pittori, scultori, e architettori“(1558 г.) описва следната история за създаването на тази творба: „...за братята в Христа, той (Гирландайо) нарисува картина за главния олтар с няколко коленичили светци, а именно св. Юстин, епископ на Волтера, дал името на тази църква, св. Зиновий, епископ на Флоренция, архангел Рафаил и архангел Михаил с прекрасна броня... Но още по красиви са останалите фигури на Богородица с младенеца на ръце и четирите ангела около нея. Тази дъска, по добра от която да се нарисува с темпера е невъзможно, е била поставена зад вратите Пинти, в църквата на посочените братя, но тъй като църквата впоследствие била разрушена, за което ще бъде разказано на друго място, то дъската сега (1853 г.) се намира в църквата „Сан Джовани“, при вратата Сан Пиер Гатолини, там, където сега е манастирът на същия орден...“

## Галерия
- детайл: Свети Юстин
- детайл